# Vincze Lajos (néprajzkutató)
Vincze Lajos (Erdőgyarak, 1920. január 26. – Bowling Green, Ohio, 1990. május 21.) erdélyi magyar zenefolklór-kutató, néprajzi író.

## Életútja
A nagyváradi Gojdu Líceum magyar tagozatán érettségizett 1938-ban, majd egy évet végzett a kolozsvári Református Teológián és négy évet a kolozsvári Ferenc József Tudományegyetemen, ahol magyar–olasz szakos tanári oklevelet, majd 1944-ben néprajzból doktori címet szerzett. Egyetemi évei alatt részt vett a siteri, bálványosváraljai, kolozsborsai és kismarjai néprajzi falukutató táborokban. 
A második világháborúban mint katonai segédszolgálatra behívott karpaszományos, rövid ideig egy kórházvonaton teljesített szolgálatot. Leszerelése után, 1945–47-ben Nagyszalontán tanított az Arany János Gimnáziumban.
1947-ben Olaszországba távozott, egy év múlva Argentínába vándorolt ki, végül 1964-ben az Amerikai Egyesült Államokban telepedett le és spanyol, francia, latin, olasz nyelvet tanított középiskolákban és egyetemeken. Pályája utolsó állomásaként, 1970–90 között, az Ohio állambeli Bowling Green állami egyetemének kulturális antropológia tanszékén adott elő.

## Munkássága
Pályája elején tárgyi néprajzzal, népdalgyűjtéssel, később a pásztorkodás, a rokoni kapcsolatok kérdésével foglalkozott. Folyóiratokban és szakkiadványokban megjelent tanulmányainak túlnyomó része a magyar néprajz körében maradt. Fontosabb dolgozatai: 
- Síter (in: Adatok a téli néphagyományokhoz. Kolozsvár, 1939);
- Síter község énekkultúrája (Hitel, 1939/4);
- A kender termelése és feldolgozása Bálványosváralján (Erdélyi Néprajzi Tanulmányok, 1945/5).

Az Amerikai Egyesült Államokban is közölt magyar népköltészeti és néprajzi tárgyú cikkeket, könyvkritikákat a Magyar Világ, Magyarok Útja, Dél-amerikai Magyarság c. lapokban, illetve a Műveltség és hagyomány (Debrecen, 1996) c. kötetben, a Báthory Zsigmond-Emlékkönyvben (Budapest, 1989) és az Ethnographiában.
Posztumusz kötetét Sombori Sándor adta ki Levelek Amerikából címmel (Sepsiszentgyörgy, 1994).